# Megachile mavromoustakisi
Megachile mavromoustakisi är en biart som beskrevs av Van der Zanden 1992. Megachile mavromoustakisi ingår i släktet tapetserarbin, och familjen buksamlarbin. Inga underarter finns listade i Catalogue of Life.